# Daphnis și Chloe (balet)
Daphnis și Chloe  (titlul original: în franceză Daphnis et Chloé) este o simfonie coregrafică într-un singur act, format din trei tablouri. Muzica este compusă de Maurice Ravel între 1909 și 1912 sub comanda lui Serghei Diaghilev pentru Ballets Russes. Coregafia originală semnată de Mihail Fokin se bazează pe povestea pastorală Daphnis și Chloe de Longos, scenografia și costumele aparținând lui Léon Bakst. 
Premiera a avut loc la „Théâtre du Châtelet” în Paris iar principalii interpreți ai premierei au fost Tamara Karsavina și Vaclav Nijinski.

## Personaje
- Daphnis – un păstor
- Cloe – păstoriță
- Dorcon – prietenul lui Daphnis
- Licheion – întruchiparea ispitei
- Lamon – un bătrân păstor
- Bryaxis – șeful piraților
- nimfe, satiri, tineri greci, pirați

## Rezumat

### Tabloul I
Pe insula Lesbos, într-un ținut stâncos lângă o poiană de la marginea unui crâng, se află o grotă săpată în stâncă la intrarea căreia se găsește o sculptură antică a trei nimfe iar alături altarul lui Pan. 
În fundal, pasc oile. Este o zi strălucitoare de primăvară. Tinerii și fetele sosesc însoțiți de muzică (instrumente și cor  mut), ducând în coșuri daruri pentru nimfe (Danse religieuse, tres moderé). Treptat scena se umple. În grupul tinerilor greci se află doi îndrăgostiți, păstorița Cloe și păstorul Daphnis. Fetele au împodobit piedestalele cu ghirlande și o atrag acum pe Cloe în dansul lor (Vif). Cei doi tineri vor trebui înainte de a se căsători să treacă peste câteva încercări și pentru asta, grupul au despărțit pe îndrăgostiți, Dorcon îi face curte păstoriței. Daphnis și Dorcon se decid să se întreacă în dans, pentru a câștiga dragostea fetei. Primul, Dorcon, execută un dans grotesc (Danse grotesque de Dorcon). Urmează Daphnis, care dansează plin de grație (Danse légère et gracieuse de Daphnis), pentru care primește întreaga admirație a tuturor și un sărut de la Cloe.
Se lasă întunericul și tinerii pleacă pe rând iar fetele o iau cu ele pe Cloe. Rămas singur, Daphnis încearcă să doarmă dar se apropie de el Licheion, ispita întruchipată. Printr-un dans fascinant, ea îi dezvăluie întreaga sa artă în dragoste, dar spre dezamăgirea ei, păstorul rămâne nepăsător. 
Din depărtare se aud strigăte de luptă. Sunt pirații care au năvălit să răpească fetele. Daphnis vrea să-și salveze iubita care a încercat să se ascundă în grota nimfelor, dar pirații o găsesc și răpind-o, fug cu ea. Disperat la ce s-a întâmplat, Daphnis blestemă zeul care a îngăduit o asemenea faptă. O lumină fascinantă se împrăștie peste peisaj, nimfele coboară de pe soclul lor și încep să danseze în jurul lui Daphnis, încercând să-l consoleze, chemând în ajutor pe zeul Pan. Pe cer se profilează umbra acestuia, dându-i tânărului păstor, speranță.

### Tabloul II
Tabăra piraților se află într-un golf pe un mal foarte stâncos, cu marea ca fundal. Se vede o triremă lângă țărmul plin de chiparoși. Pirații, mândrii de victoria lor, sărbătoresc dansând frenetic (Animé et très rude). Cloe este adusă cu mâinile în lanțuri. Bryaxis, șeful piraților, o obligă să danseze, dar lipsa de vlagă a ei, îl nemulțumesc. Speriată, fata încearcă să fugă dar Bryaxis o prinde dar când încearcă să o îmbrățișeze, apare din cer o lumină stranie și de peste tot îi înconjoară o mulțime de satiri. La vederea acestor apariții, pirații se sperie și când văd umbra lui Pan, fug. Când lumina o înconjoară pe Cloe, aceasta o liniștește și îi dă curaj.  

### Tabloul III
Suntem din nou în poiana de lângă grota nimfelor, când în decorul pastoral apar primele raze ale soarelui. Daphnis tocmai se trezește, iar câțiva păstori trec cu oile. Din depărtare se aude un cor, iar un grup de tineri se apropie. Daphnis o caută temător pe aleasa inimii, care spre bucuria sa apare din mijlocul grupului și se îmbrățișează fericiți. Daphnis vede o aureolă în jurul chipului iubitei sale și își dă seama că au fost ajutați de zeul Pan. Bătrânul păstor Lamon le explică, Pan i-a ajutat în amintirea nimfei Syrinx, care pe vremuri i-a fost răpită. Într-un duios duet (Pas de deux), cei doi iubiți mimează povestea lui Pan și Syrinx. Când Pan a pierdut-o, și-a făcut dintr-o creangă un fluier care scotea sunete foarte duioase, care îi aminteau de Syrinx.
Tinerele fete, îmbrăcate în costume de bacante, dansează pe ritmul tamburinelor pe care le scutură în mână.
Daphnis și Chloé se îmbrățișează cu tandrețe. Un grup de tineri se grăbec și ei să participe la petrecere și baletul se termină cu o bacanală.

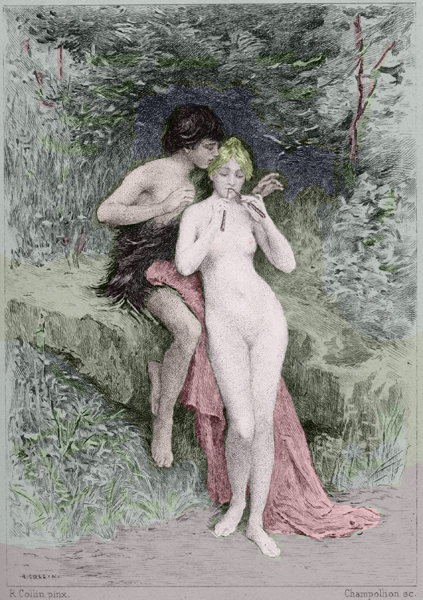
Daphnis și Chloé, Louis-Joseph-Raphaël Collin
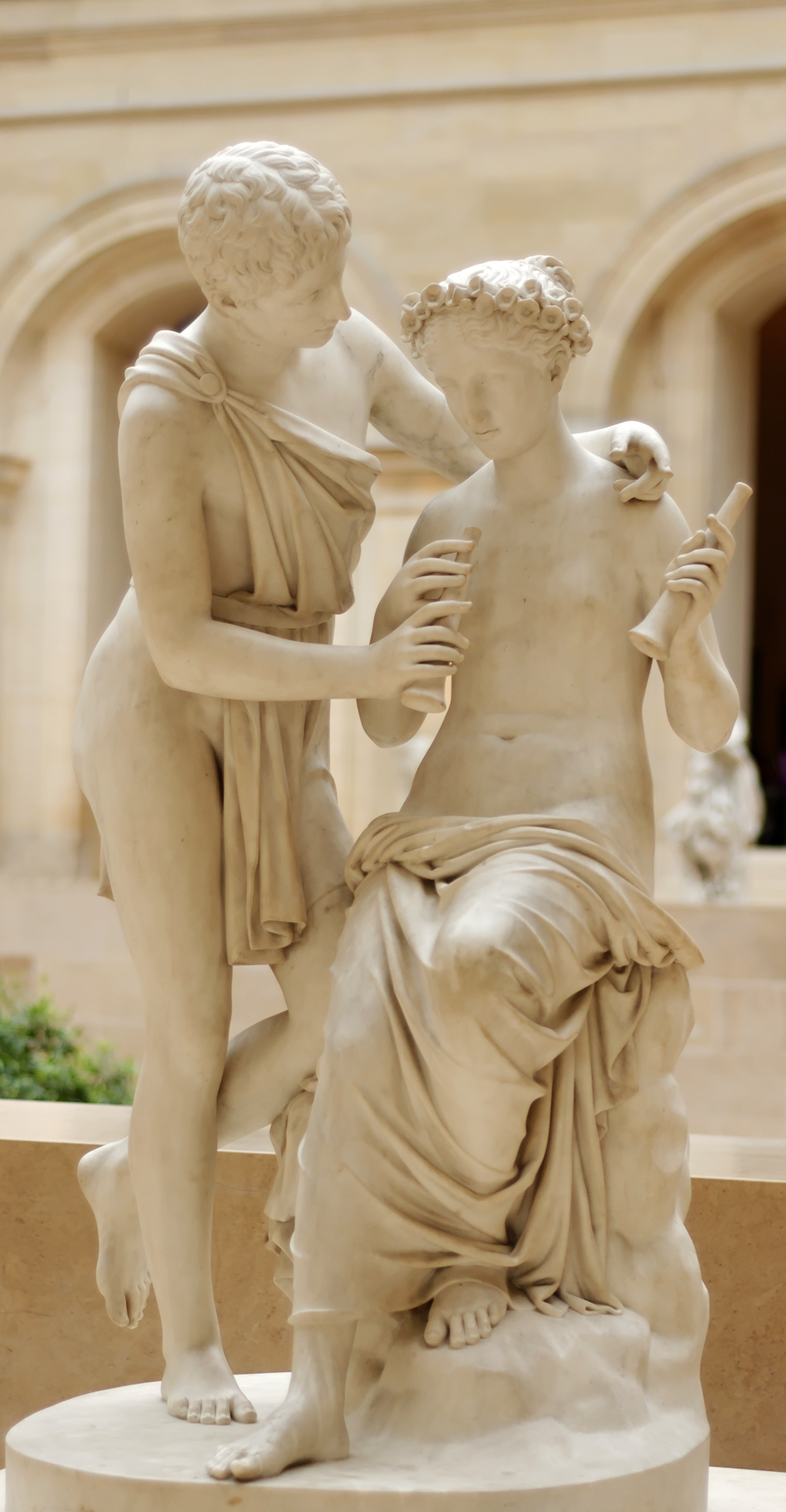
Daphnis și Chloé, Jean-Pierre Cortot

## Structura muzicală
Tabloul I
Introduction – Lent, Très modéré
Danse religieuse – Modéré
Danse des jeunes filles – Vif
Danse grotesque de Dorcon – Vif, Plus modéré, Très modéré
Danse légère en gracieuse de Daphnis – Assez lent, Animé
Lyceion entre – Lent, Moins lent, Très libre
Nocturne – Danse lente et mystérieuse des Nymphes
Tabloul II
Interlude
Danse guerrière
Danse suppliante de Chloé
Tabloul III
Lever du jour
Pantomime (Les amours de Pan et Syrinx)
Danse générale  (Bacchanale)